# Leonardo Ricci (architetto)

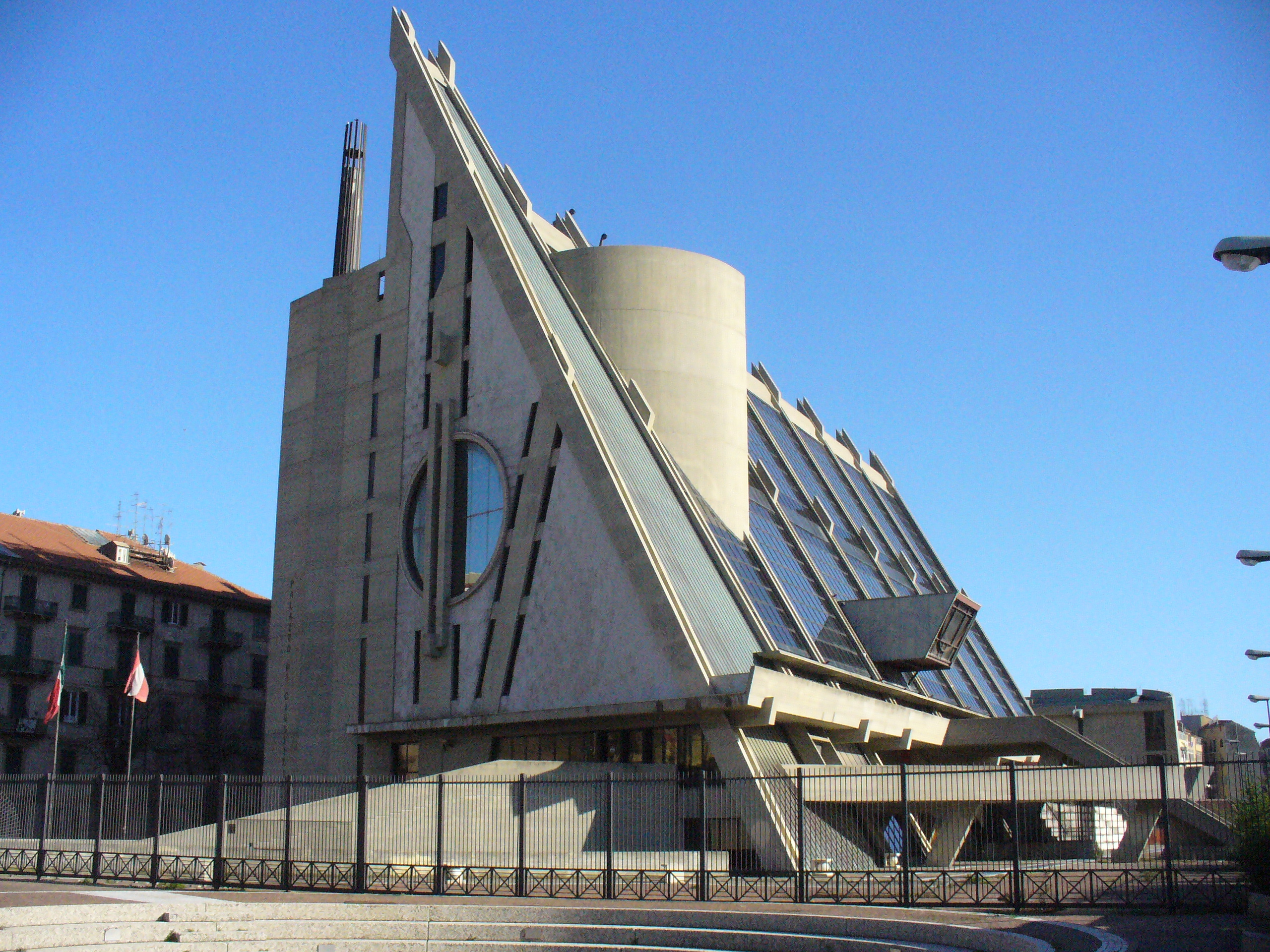
Il Palazzo di Giustizia di Savona

Leonardo Ricci (Roma, 8 giugno 1918 – Venezia, 29 settembre 1994) è stato un architetto italiano.

## Biografia
Nato l'8 giugno 1918 a Roma – secondo altre fonti a Firenze – consegue la maturità classica nel 1936 presso il Liceo Michelangelo di Firenze, quindi si iscrive alla facoltà di architettura della stessa città, dove si laurea nel 1941.  
Dopo averlo avuto come allievo, Giovanni Michelucci lo assume come proprio assistente. Rimane nello Studio Michelucci fino al 1946. 
Oltre che ad esercitare la professione di architetto, diviene anche docente di composizione architettonica, insegnando anche negli Stati Uniti. 
Viene premiato con la Medaglia d’oro alla Triennale di Milano del 1957.

## Architettura
Leonardo Ricci aspira a rendere l'uomo il protagonista della sua architettura: egli sostiene, infatti, che la "prima vera operazione architettonica non è prendere un pezzo di carta e disegnare forme e schemi distributivi. È immaginare nello spazio il movimento di coloro che lo abiteranno."

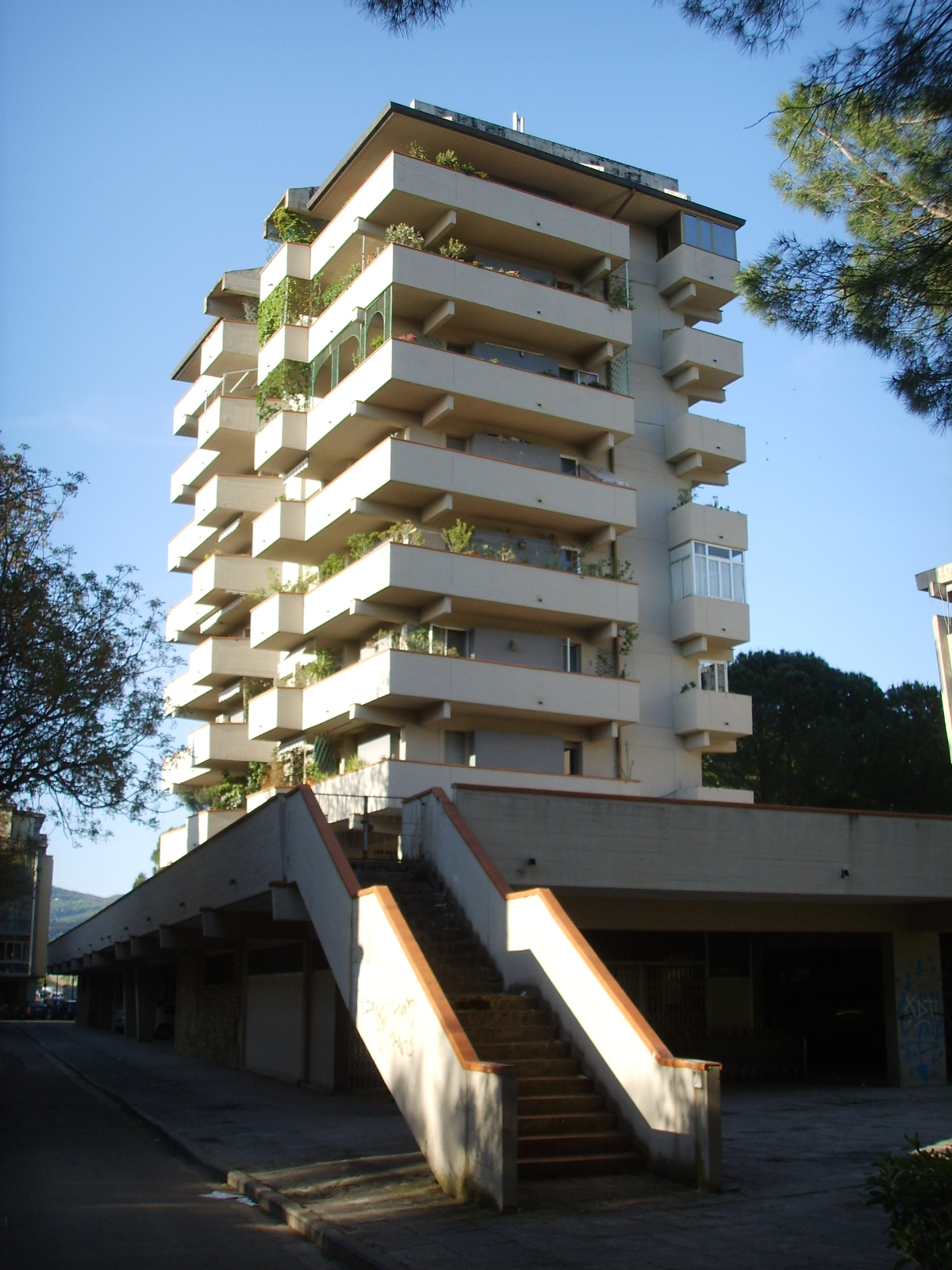
Edificio La Torre del complesso di Sorgane

In questo senso, egli rifiuta le regole precostituite dell'architettura antica, bensì cerca di scardinare la visione tradizionale dell'architettura, creando spazi in grado di stimolare nuovi rapporti sociali all'interno della società.
Per questo contesta l'opera di Le Corbusier, definendo l'Unité d'Habitation una sorta di albergo, un contenitore che non si pone il problema dell'abitare. Ricci invece predilige un'architettura tesa a valorizzare i rapporti della comunità e il rapporto col paesaggio; a tal fine, nei suoi progetti, egli adotta tipologie conventuali, strutture collegate tra loro tramite percorsi e passaggi attrezzati, così da favorire le relazioni tra le parti e quelle sociali.

## Vita privata
È il padre della scenografa Elena Ricci Poccetto e nonno dell'attrice Elena Sofia Ricci.

## Opere
- Agape Centro Ecumenico a Prali (TO), (1946)
- Mercato dei Fiori Vecchio a Pescia (PT) (1948 in collaborazione con Leonardo Savioli
- Fabbrica Goti a Capalle, nel comune di Campi Bisenzio (FI) (1959-1962)
- Casa Balmain a Poggio (LI) sull'isola d'Elba (1959-1962)
- Villaggio Monterinaldi vicino a Firenze (1950 -1968) e Casa-studio di Leonardo Ricci
- Villa Mann Borgese a Forte dei Marmi (LU) (1957 – 1958)
- Villa Cardon a Castiglioncello (LI) (1961-1963)
- Complesso residenziale di Sorgane (1962)
  - Edificio La Torre del complesso di Sorgane
  - Edificio La Nave del complesso di Sorgane
- Monte degli Ulivi di Riesi (1963-1966)
- Chiesa Valdese di Pachino (1964)[7]
- Nuovo civico cimitero di Jesi (AN)
- Villa Baruffol a Portogruaro (VE) (1977-1980)
- Palazzo di Giustizia a Savona (1987)
- Palazzo di Giustizia a Firenze (postumo, 2012)

## Archivio
Il Fondo Leonardo Ricci, conservato nella casa fiorentina dell'architetto, è stato catalogato dalla sua allieva Corinna Vasić Vatovec. Consiste in 3 serie, con 15 cartelle, 6 album e 60 rotoli. Altri documenti furono da lui donati al Centro Studi e Archivio della Comunicazione dell'Università degli Studi di Parma. Documentazione completa dei sei edifici di Sorgane (Firenze) è all'Archivio delle Case Popolari di Firenze Iacp/Ater, ora Casa Spa.